# Пајнгри Гроув (Илиноис)
Пајнгри Гроув (енгл. Pingree Grove) град је у америчкој савезној држави Илиноис.

## Демографија
По попису из 2010. године број становника је 4.532, што је 4.408 (3555,0%) становника више него 2000. године.
| Група             | 2000.       | 2010.         |
| Белци             | 119 (96,0%) | 3.050 (67,3%) |
| Афроамериканци    | 0 (0,0%)    | 109 (2,4%)    |
| Азијати           | 0 (0,0%)    | 296 (6,5%)    |
| Хиспаноамериканци | 5 (4,0%)    | 996 (22,0%)   |
| Укупно            | 124         | 4.532         |